# Chó Buhund Na Uy
Chó Buhund Na Uy (tiếng Anh:Norwegian Buhund) là một giống chó thuộc nhóm các giống chó đuôi cuộn. Giống có này có liên quan chặt chẽ với giống Chó chăn cừu Iceland và Chó Jämthund. Buhund Na Uy được sử dụng như một con chó chăn nuôi và chăn gia súc, cũng như một giống chó canh gác và một giống chó trông trẻ.

## Lịch sử
Chó Buhund Na Uy thuộc về một loại chó lớn được gọi là loại chó đuôi cuộn. Có nhiều biến thể về kích thước, lông và màu sắc trong số các giống chó đuôi cuộn này. Trong khi khai quật địa chỉ khảo cổ Gokstad ở Na Uy, nơi một ngôi mộ Viking từ khoảng năm 900 đã được mở ra, bộ xương từ sáu con chó có kích cỡ khác nhau đã được tìm thấy. Chúng là tổ tiên của Chó Buhund Na Uy hiện đại. Khi người Viking chết, các vật yêu thương và cần thiết nhất của họ được chôn cất cùng với chủ nhân của chúng. Điều này vốn ám chỉ các vật này chăm sóc cho những người Viking trong thế giới bên kia của họ. Những con chó bảo vệ trang trại và gia súc và cừu chăn gia súc được mong đợi sẽ tiếp tục những nhiệm vụ này ở Valhalla. Giống chó này đã được ghi nhận rằng đã cùng đồng hành với người Viking trên nhiều hành trình của họ, bằng đường biển và đường bộ.